# Elephant Island

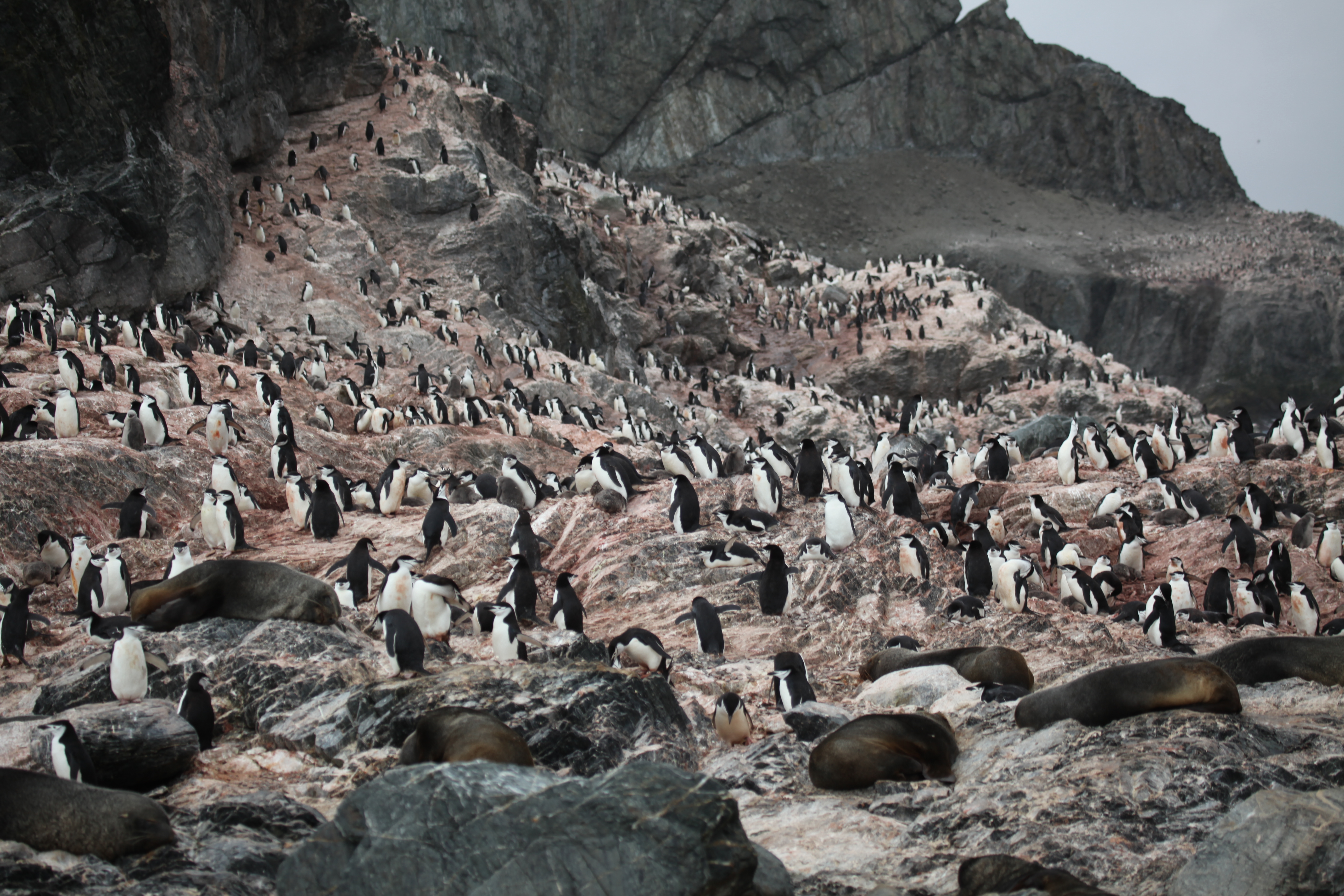
Pingwiny maskowe i kotiki antarktyczne na Elephant Island (2011)

Elephant Island (hiszp. Isla Elefante, ros. Остров Мордвинова = ostrow Mordwinowa) – pokryta lodem, górzysta wyspa w archipelagu Szetlandów Południowych, leżąca pomiędzy Wyspą Króla Jerzego a Clarence Island.

## Nazwa
Wyspa początkowo nazwana była Sea Elephant Island w nawiązaniu do dużej liczby występujących tu  słoni morskich . Fabian Bellingshausen (1778–1852) nazwał ją na cześć admirała Siemiona Iwanowicza Mordwinowa .   

## Geografia
Elephant Island leży pomiędzy Wyspą Króla Jerzego a Clarence Island w archipelagu Szetlandów Południowych , ok. 153 km na północny wschód od Wyspy Króla Jerzego . Jej powierzchnia wynosi 557,9 km² . Zbudowana z przeobrażonych skał osadowych . Jej najwyższym wzniesieniem jest Mount Pendragon (975 m) . W większości pokryta śniegiem lub lodem, charakteryzuje się obecnością urwistych klifów i wąskich plaż . Jest niezamieszkana .
Na wyspie występują grzyby z rodzaju Xanthoria, Buellia, Caloplaca i Usnea . 
Na obszarze wyspy wytyczono 5 ostoi ptaków IBA:
- Point W of Walker Point – z uwagi na obecność kolonii pingwinów maskowych[7]
- Saddleback Point – z uwagi na obecność kolonii pingwinów maskowych[8]
- Mount Elder – z uwagi na obecność kolonii pingwinów maskowych[9]
- Stinker Point – z uwagi na obecność kolonii pingwinów maskowych, białobrewych i złotoczubych oraz petrelców olbrzymich[10]
- Point W of Cape Lookout – z uwagi na obecność kolonii pingwinów maskowych[3]

Na wyspie występują słonie morskie i kotiki antarktyczne . Gniazdują tu petrele śnieżne i wydrzyki brunatne . Zaobserwowano tu także petrele antarktyczne, warcabniki, petrele niebieskie, oceanniki żółtopłetwe i czarnobrzuche, albatrosy czarnobrewe, szarogłowe i ciemnogłowe, mewy południowe i pochwodzioby żółtodziobe . 
W wodach wokół wyspy spotkać można humbaki i finwale . 

## Historia

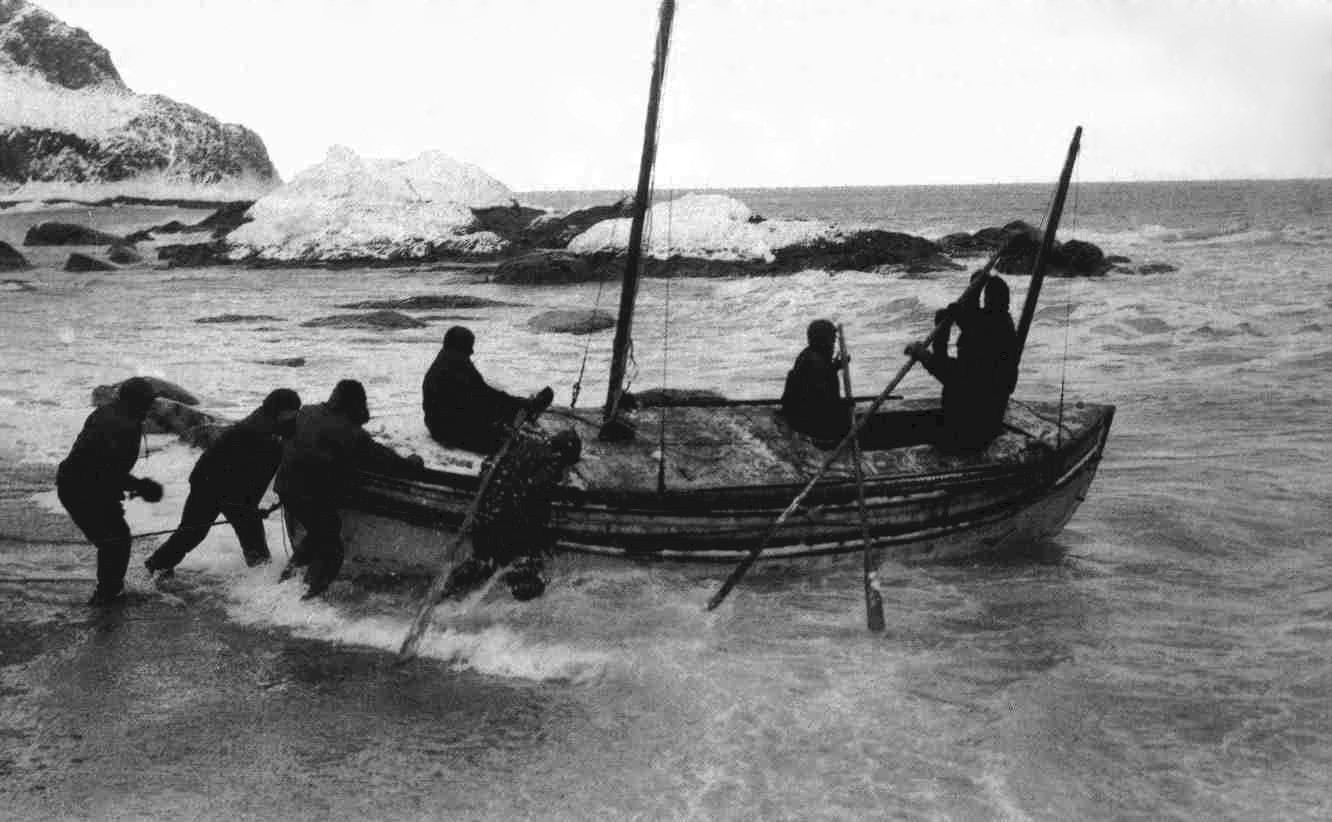
Shackleton wypływający do Georgii Południowej po pomoc (24 kwietnia 1916)

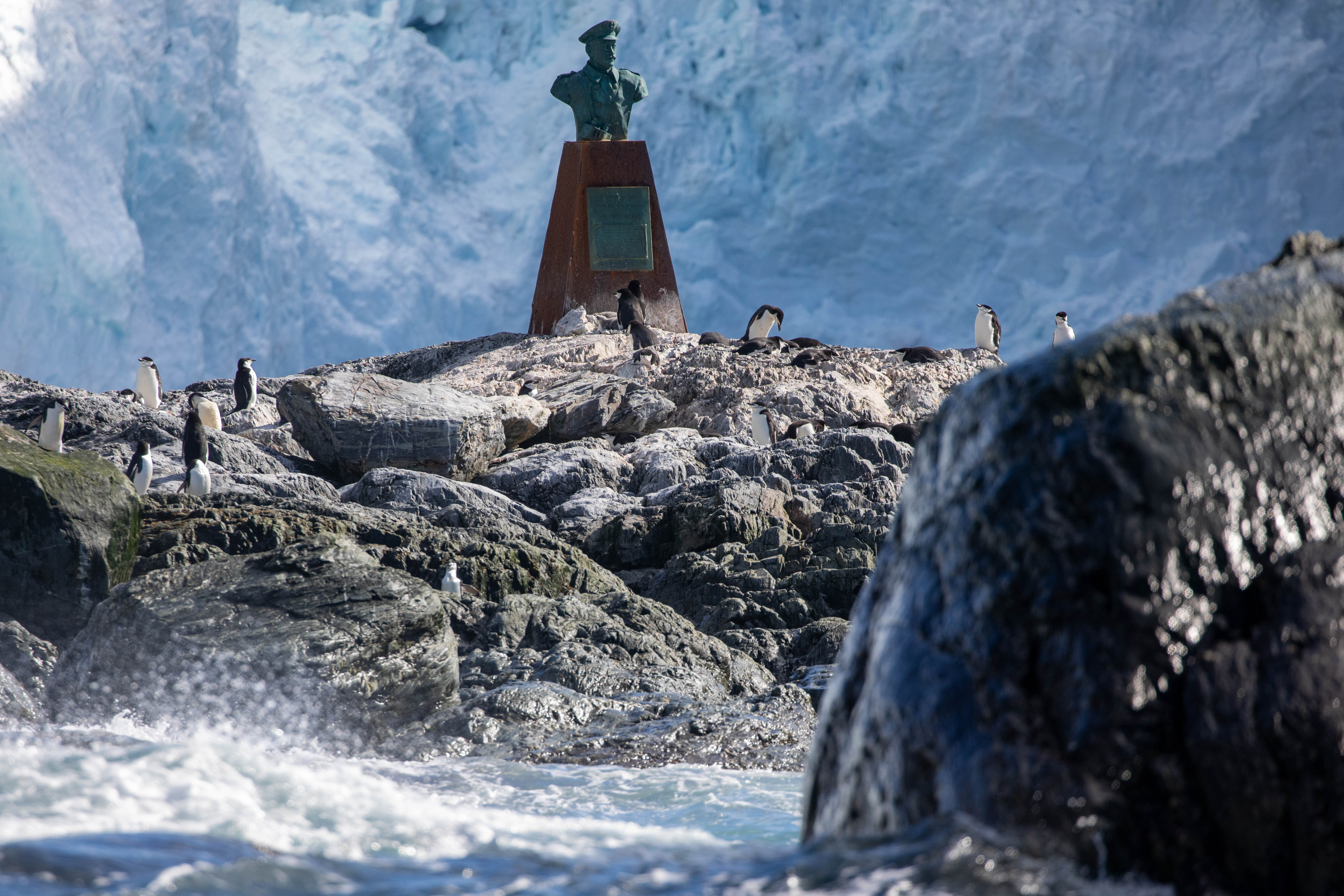
Popiersie kapitana Luisa Pardo w Point Wild (2020)

Wyspa została odkryta w styczniu lub lutym 1820 roku przez Edwarda Bransfielda (ok. 1785–1852), który pobieżnie zmapował jej północne wybrzeże . W latach 1820–1821 została zmapowana przez Roberta Fildesa . 
Po zniszczeniu statku „Endurance” przez lody Morza Weddella, w 1916 roku Ernest Shackleton (1874–1922) wraz z załogą wylądował na Elephant Island. Shackleton wraz z częścią towarzyszy udał się po pomoc na Georgię Południową oddaloną o 1253 km, skąd zorganizował misję ratunkową po pozostałych. Podczas przymusowego pobytu na wyspie, jeden z członków załogi, fizyk Reginald James napisał piosenkę:
My name is Frankie Wild-o.
Me hut's on Elephant Isle.
The wall's without a single brick
And the roof's without a tile.
Nevertheless I must confess,
By many and many a mile,
It's the most palatial dwelling place
You'll find on Elephant Isle.
It's the most palatial dwelling place
You'll find on Elephant Isle.
Na wyspie, w Point Wild, znajduje się popiersie kapitana Luisa Pardo, monolit i tablice upamiętniające uratowanie rozbitków ze statku „Endurance” przez chilijski kuter „Yelcho” . Obiekty te zostały wpisane na listę historycznych miejsc i pomników Antarktyki (nr 53) . Na listę historycznych miejsc i pomników Antarktyki wpisana jest również zatoczka na południowo-zachodnim brzegu wyspy (nr 74), w której spoczywa wrak dużego żaglowca – najprawdopodobniej jest to statek Charles’a Shearera, który zaginął pod koniec XIX w. 